# 19世紀のナショナルリーグ加盟チーム
以下は19世紀にナショナルリーグに加盟していたチームの一覧である。

## 現存する球団
- ボストン・レッドストッキングス（ビーンイーターズ）－ 1876年～、現アトランタ・ブレーブス
- シカゴ・ホワイトストッキングス － 1876年～、現シカゴ・カブス
- ニューヨーク・ジャイアンツ － 1883年～、現サンフランシスコ・ジャイアンツ
- フィラデルフィア・フィリーズ － 1883年～
- ピッツバーグ・パイレーツ － 1887年～
- ブルックリン・ブライドグルームス － 1890年～、現ロサンゼルス・ドジャース
- シンシナティ・レッズ － 1890年～
- セントルイス・ブラウンズ － 1892年～、現セントルイス・カージナルス

## 現存しない球団
- ボルチモア・オリオールズ（Baltimore Orioles） 1892-1899年
- バッファロー・バイソンズ（Buffalo Bisons） 1879-1885年
- シンシナティ・レッドストッキングス（Cincinnati Red Stockings） 1876-1880年
- クリーブランド・ブルース（Cleveland Blues） 1879-1884年
- クリーブランド・スパイダーズ（Cleveland Spiders） 1889-1899年
- デトロイト・ウルバリンズ（Detroit Wolverines） 1881-1888年
- ハートフォード・ダークブルース（Hartford Dark Blues）1876-1877年
- インディアナポリス・ブルース（Indianapolis Blues）1878年
- インディアナポリス・フージャーズ（Indianapolis Hoosiers）1887-1889年
- カンザスシティ・カウボーイズ（Kansas City Cowboys） 1886年
- ルイビル・グレイズ（Louisville Grays）1876-1877年
- ルイビル・カーネルズ（Louisville Colonels）1892-1899年
- ミルウォーキー・グレイズ（Milwaukee Grays）1878年
- ニューヨーク・ミューチュアルズ（Mutual of New York）1876年
- フィラデルフィア・アスレチックス（Athletic of Philadelphia） 1876年
- プロビデンス・グレイズ（Providence Grays）1878-1885年
- セントルイス・ブラウンストッキングス（St. Louis Brown Stockings） 1876-1877年
- セントルイス・マルーンズ（St. Louis Maroons）1885-1886年
- シラキュース・スターズ（Syracuse Stars）1879年
- トロイ・トロージャンズ（Troy Trojans）1879-1882年
- ワシントン・ナショナルズ（Washington Nationals）1886-1889年
- ワシントン・セネタース（Washington Senators）1892-1899年
- ウースター・ルビーレッグス（Worcester Ruby Legs）1880-1882年